# Middlesbrough Football Club 2024-2025
Questa voce raccoglie le informazioni riguardanti il Middlesbrough Football Club nelle competizioni ufficiali della stagione 2024-2025.

## Maglie e sponsor
| Casa | Trasferta |

Sponsor ufficiale: Unibet
Fornitore tecnico: Erreà

## Rosa
Rosa aggiornata al 26 settembre 2024. 
| N. |                        | Ruolo | Calciatore                 |
| -- | ---------------------- | ----- | -------------------------- |
| 1  | Senegal (bandiera)     | P     | Seny Dieng                 |
| 2  | Inghilterra (bandiera) | D     | Tommy Smith                |
| 3  | Paesi Bassi (bandiera) | D     | Rav van den Berg           |
| 4  | Inghilterra (bandiera) | C     | Daniel Barlaser            |
| 5  | Inghilterra (bandiera) | D     | Matt Clarke                |
| 6  | Inghilterra (bandiera) | D     | Dael Fry                   |
| 7  | Scozia (bandiera)      | C     | Hayden Hackney             |
| 8  | Australia (bandiera)   | C     | Riley McGree               |
| 10 | Paesi Bassi (bandiera) | C     | Delano Burgzorg            |
| 11 | Inghilterra (bandiera) | A     | Isaiah Jones               |
| 12 | Inghilterra (bandiera) | D     | Luke Ayling                |
| 13 | Stati Uniti (bandiera) | C     | Matthew Hoppe              |
| 14 | Irlanda (bandiera)     | A     | Alex Gilbert               |
| 15 | Paesi Bassi (bandiera) | D     | Anfernee Dijksteel         |
| 16 | Inghilterra (bandiera) | C     | Jonathan Howson (capitano) |
| 17 | Inghilterra (bandiera) | D     | Micah Hamilton             |

| N. |                         | Ruolo | Calciatore          |
| -- | ----------------------- | ----- | ------------------- |
| 18 | Stati Uniti (bandiera)  | C     | Aidan Morris        |
| 20 | Inghilterra (bandiera)  | C     | Finn Azaz           |
| 21 | Finlandia (bandiera)    | A     | Marcus Forss        |
| 22 | Scozia (bandiera)       | A     | Tommy Conway        |
| 23 | Australia (bandiera)    | P     | Tom Glover          |
| 24 | Sierra Leone (bandiera) | D     | Alex Bangura        |
| 25 | Inghilterra (bandiera)  | D     | George Edmundson    |
| 26 | Irlanda (bandiera)      | D     | Darragh Lenihan     |
| 27 | Danimarca (bandiera)    | C     | Lukas Engel         |
| 29 | Inghilterra (bandiera)  | A     | Morgan Whittaker    |
| 30 | Portogallo (bandiera)   | D     | Neto Borges         |
| 31 | Inghilterra (bandiera)  | P     | Sol Brynn           |
| 41 | Inghilterra (bandiera)  | D     | Harley Hunt         |
| 50 | Scozia (bandiera)       | C     | Ben Doak            |
|    | Inghilterra (bandiera)  | C     | Samuel Iling-Junior |
|    | Nigeria (bandiera)      | A     | Kelechi Iheanacho   |